# Хироим
Хироим (англ. Hiroim) — персонаж комиксов Marvel Comics. Второстепенный персонаж появляющийся в комиксах про Халка.

## История публикаций
Первое появление состоялось в выпуске The Incredible Hulk vol. 2, #92, был придуман Карло Пагулаяном и Грегом Паком.

## Биография
Хироим происходил из расы теневых людей, занимался поисками Сакаарсона — объедтнителя народов Сакаара, обучался магии своего народа. Однажды во время тренеровок Хироим в своих мечтах возомнил себя будто он и есть Сакаарсон, за что был выгнан из ордена Теневых людей. Занимал должность личного телохранителя императора Сакаара, в знак мира Империи между теневыми людьми. Когда император приказал Хироима убить своего сына из-за веры в то что он принесет несчастье на Сакаар, пророчество в итоге сбылось. За отказ исполнять волю императора Хироима отправили на гладиаторскую арену сражаться ради потехи его величества, там он встретил Безымянного, Мика, Выводка, Корга и Халка. Серебряный Сёрфер освободился от дисков послушания, Халк с остальными пленниками победители Красного Короля и тогда Хироим пришёл к выводу что Халк и есть Сакаарсон, однако на миг подумал что Серфер тоже мог быть Сакаарсоном.
После того когда Хироим с Халком прилители на Землю, Халк начал мстить Иллюминатам. В битве с земными героями Хироим победил Люка Кейджа, но был побеждён Доктором Стрэнджем. Чародей своей магией оторвал Хироиму левую руку.
Мик предал Хироима и по его вине была уничтожена жизнь на Сакааре, оставшиеся в живых воины сдались Щ.И.Т.у. Им удаётся сбежать из под стражи во время землетрясений разрушивших Манхэттен из-за атак Халка.
События в Война Хаоса, Хироим восстаёт из мёртвых после случившегося в царстве смерти. Он помог Халку победить Мерзость, Зома и Аматсу-Микабоши. В выпуске показано, что у Корга и Хироима были одинаковые отношения (хотя у людей Корга нет отдельных полов). Халк сражался со своим отцом Брайаном Бэннером (которой находился в форме Дьявольского Халка), Хироим пытается изгнать Зома и Доктора Стрэнджа обратно в их измерение.

## Силы и способности
- Сверхчеловеческая сила и выносливость — Физические характеристики во много раз превышают человеческие, может поднять несколько десятков тонн[7].
- Устойчивость к физическим повреждениям — кожа Хироима покрыта чрезвычайно прочным каменистым покровом, по прочности сравнима с кожей Корга.
- Интеллект — Хироим превосходный тактик и стратег.
- Долголетие — биологический процесс старение у Хироима замедлен в 2 раза.
- Регенерация — даже самые смертельные раны для человека у Хироима заживают за считанные минуты.

## Альтернативные версии
Marvel Zombies Return
- В выпуске Hulk #4 Хироим с выжившими отправились на Луну чтобы спасти Халка, но на их пути встали зомби Гиганты и Бессмертные. В битве Хироим был съеден одним из зомби[8].

What If?
- В выпуске «What if The Hulk died and Caiera had lived» Хироим с Кайерой захватывает мир.

## Вне комиксов
- Хироим появлялся в мультсериале «Халк и агенты У.Д.А.Р.» в 1 сезоне 25 эпизоде «Планетарный Лидер», озвучен Фредом Таташором[9].
- Появлялся в фильме «Marvel Animated Features[англ.]», озвучен Лиамом О’Брайеном[10].